# Statues-menhirs de la Lunigiana

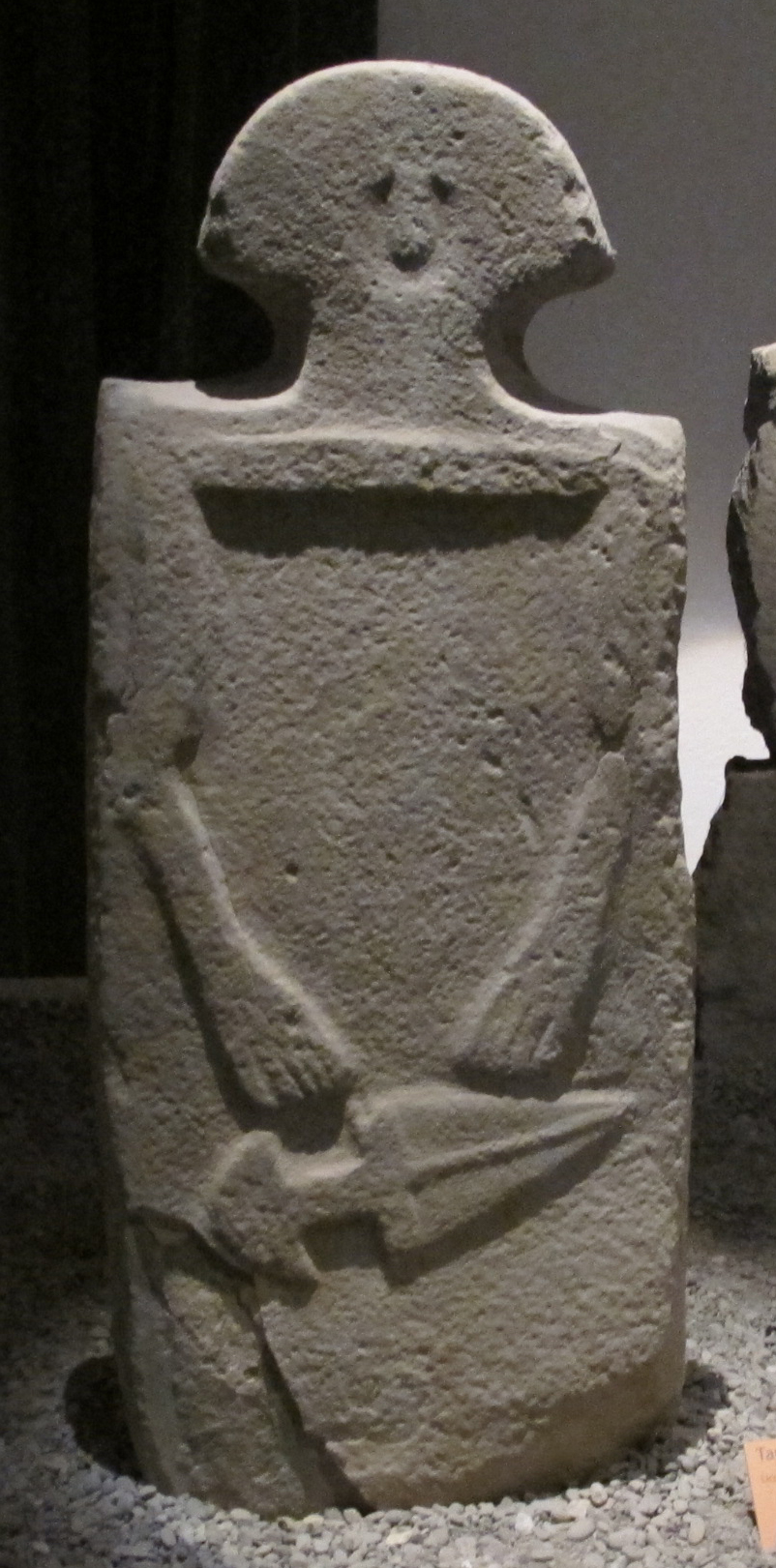
Statue-menhir de Taponecco, du type B.

Les statues-menhirs de la Lunigiana est un groupe qui comprend environ quatre-vingts statues-menhirs découvertes dans la province de Lunigiana en Italie. La plupart d'entre elles sont exposées au Castello del Piagnaro à Pontremoli.

## Historique
Beaucoup de ces statues ont été décapitées et brisées, probablement au Moyen-Âge, car elles étaient considérées comme des divinités païennes et il n'y a pas de documentation certaine sur leur nombre jusqu'au XVIIIe siècle. La première stèle qui nous est parvenue a été trouvée en 1827 à Novà, dans la commune de Zignago, dans la province de La Spezia. En 1886, deux petites stèles rectangulaires ont été découvertes à douze mètres sous le niveau de la mer dans le golfe de La Spezia, par la suite elles ont été malheureusement perdues. En 1905, un grand nombre de statues-menhirs sont découvertes à Pontevecchio, dans la municipalité de Fivizzano et précisément dans la localité de Bocciari. Elles ont été découvertes rangées par ordre de hauteur, et leurs visages tournés face à l'est, vers le soleil levant. Les dernières découvertes ont été réalisées en 2005 dans la commune de Mulazzo. 

## Caractéristiques

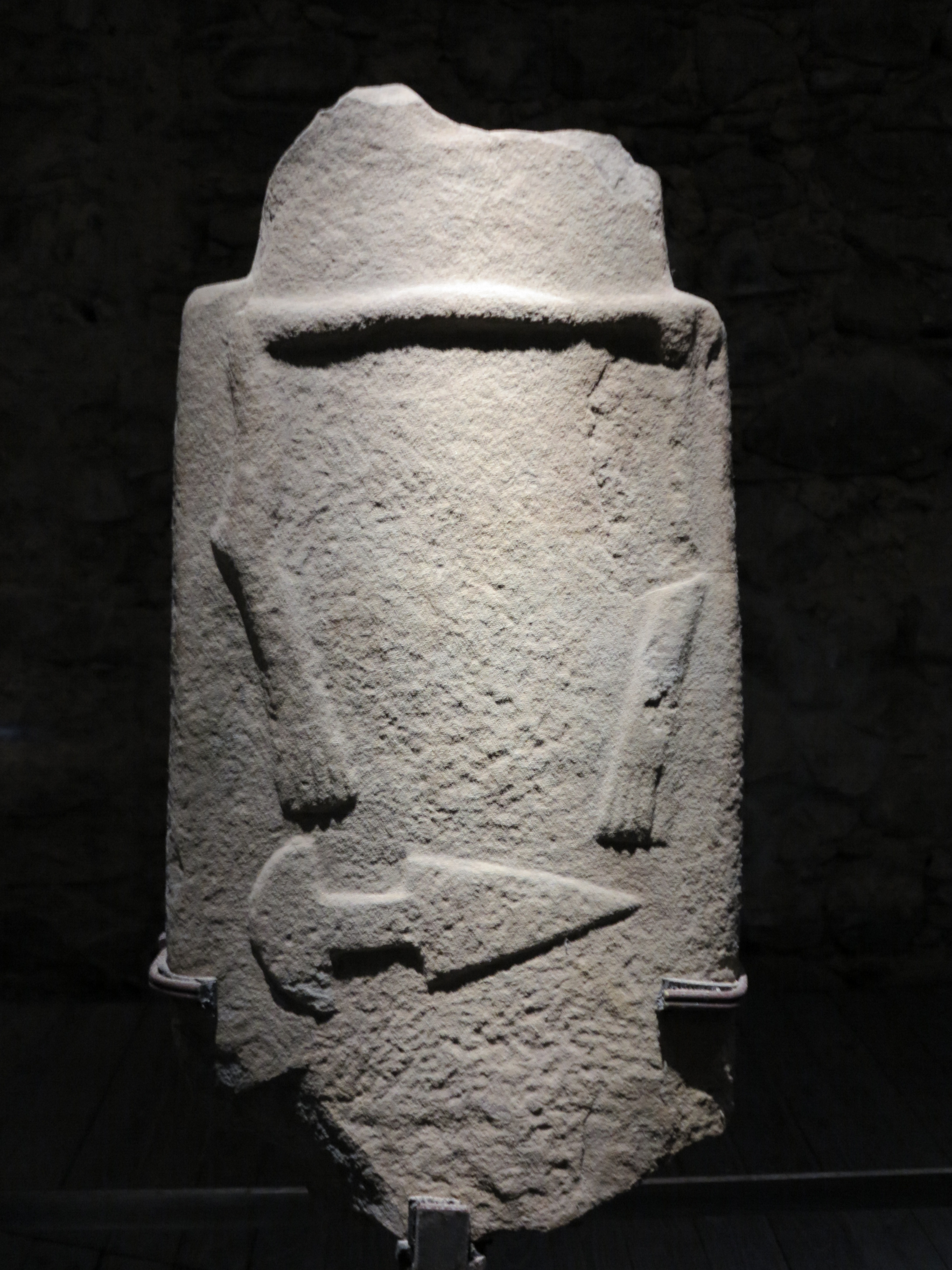
Statue-menhir de Sorano VII, du type A.

Les statues sont de taille moyenne, entre 0,60 m et 1,20 m de hauteur. La pierre d'origine a été soigneusement préparée. Le traitement de la tête de la statue a conduit à distinguer trois groupes typologiques. Les statues comportant une tête séparée du corps seraient les plus récentes mais l'hypothèse se fonde uniquement sur le raisonnement d'une évolution du plus schématique vers le plus complexe car l'équipement (armes) ne permet aucune différenciation diachronique.
Le groupe A, type Pontevecchio, comprend toutes les statues-menhirs aux traits anthropomorphiques très stylisés. La tête n'est pas dégagée du corps. Le visage dessine une forme en « U » avec un bloc sourcils-nez parfois complété des yeux. Les bras sont placés le long du corps dans le prolongement d'un bourrelet horizontal qui sépare la tête du reste du corps. Les mains sont parfois représentées disposées sur le ventre. Les statues masculines comportent ont un poignard figuré à l'horizontale, avec une lame triangulaire, un manche court et un pommeau semi-circulaire. Les statues féminines sont représentées avec des seins circulaires très proéminents, sans aucun attribut hormis un exemplaire qui comporte une représentation de collier. Les statues du type Pontevecchio sont considérées comme les plus anciennes de la Lunigiana.
Dans le groupe B, type Filetto-Malgrate, la tête est séparée du corps par un cou cylindrique et se caractérise par une forme typique dite en « chapeau de carabinier ». Le reste du corps est traité de la même manière que pour les statues du groupe A : yeux en creux et nez en relief, représentation épisodique des sourcils. Les armes sont parfois plus détaillées et variées (hache avec un long manche en forme de « L »). Chez les statues féminines, les bijoux sont parfois stylisés. 
Le groupe C rassemble les statues avec le style le plus évolué. Il ne comprend que des statues-menhirs masculines. Le visage est représenté avec un style plus réaliste et avec une multitude de détails inconnus des œuvres précédentes. La tête est arrondie, détachée du corps, avec un nez, des yeux, une bouche et des oreilles clairement définis. Il en va de même pour les mains et les bras.
Des examens plus poussés ont permis de constater que des attributs (poignards) ont été rajoutés ultérieurement et seraient le témoin d'une utilisation des statues sur une longue durée. D'après l'étude des armes, les plus anciennes statues (groupe A) dateraient de la période du Remedello II entre 2 800 et 2 400 av. J.-C tandis que les plus récentes dateraient de l'âge du Bronze et du début de l'Âge du fer (épées à antennes),.